# Patinaje artístico en los Juegos Olímpicos
El Patinaje artístico sobre hielo ha sido impugnado en los Juegos Olímpicos desde los Juegos Olímpicos de Londres 1908. En 1908 a 1920, las competencias del patinaje artístico se llevaban a cabo en los Juegos Olímpicos de Verano. Desde 1924, el patinaje artístico ha sido una parte de los Juegos Olímpicos de Invierno. El 6 de abril de 2011, el Comité Olímpico Internacional incluyó formalmente el evento de un equipo mixto.

## Eventos
| Evento                        | 08 | 12 | 20 | 24 | 28 | 32 | 36 | 48 | 52 | 56 | 60 | 64 | 68 | 72 | 76 | 80 | 84 | 88 | 92 | 94 | 98 | 02 | 06 | 10 | 14 | 18 | 22 | Años |
| ----------------------------- | -- | -- | -- | -- | -- | -- | -- | -- | -- | -- | -- | -- | -- | -- | -- | -- | -- | -- | -- | -- | -- | -- | -- | -- | -- | -- | -- | ---- |
| Singles masculino             | •  |    | •  | •  | •  | •  | •  | •  | •  | •  | •  | •  | •  | •  | •  | •  | •  | •  | •  | •  | •  | •  | •  | •  | •  | •  | •  | 26   |
| Figuras especiales de hombres | •  |    |    |    |    |    |    |    |    |    |    |    |    |    |    |    |    |    |    |    |    |    |    |    |    |    |    | 1    |
| Singles femenino              | •  |    | •  | •  | •  | •  | •  | •  | •  | •  | •  | •  | •  | •  | •  | •  | •  | •  | •  | •  | •  | •  | •  | •  | •  | •  | •  | 26   |
| Patinaje en parejas           | •  |    | •  | •  | •  | •  | •  | •  | •  | •  | •  | •  | •  | •  | •  | •  | •  | •  | •  | •  | •  | •  | •  | •  | •  | •  | •  | 26   |
| Baile sobre hielo             |    |    |    |    |    |    |    |    |    |    |    |    |    |    | •  | •  | •  | •  | •  | •  | •  | •  | •  | •  | •  | •  | •  | 13   |
| Equipo mixto                  |    |    |    |    |    |    |    |    |    |    |    |    |    |    |    |    |    |    |    |    |    |    |    |    | •  | •  | •  | 3    |
|                               |    |    |    |    |    |    |    |    |    |    |    |    |    |    |    |    |    |    |    |    |    |    |    |    |    |    |    |      |
| Eventos totales               | 4  | 0  | 3  | 3  | 3  | 3  | 3  | 3  | 3  | 3  | 3  | 3  | 3  | 3  | 4  | 4  | 4  | 4  | 4  | 4  | 4  | 4  | 4  | 4  | 5  | 5  | 5  |      |

## Sedes olímpicas del patinaje artístico
| Juegos                       | Sede                                                   | Capacidad |
| ---------------------------- | ------------------------------------------------------ | --------- |
| Londres 1908                 | Prince's Skating Club                                  | -----     |
| Amberes 1920                 | Palais de Glace d'Anvers                               | -----     |
| Chamonix 1924                | Stade Olympique de Chamonix                            | 45.000    |
| St. Moritz 1928              | St. Moritz Olympic Ice Rink                            | 4000      |
| Lake Placid 1932             | Olympic Arena                                          | 3360      |
| Garmisch-Partenkirchen 1936  | Olympia-Kunsteisstadion                                | 17.000    |
| St. Moritz 1948              | St. Moritz Olympic Ice Rink                            | -----     |
| Oslo 1952                    | Bislett stadion                                        | 29.000    |
| Cortina d'Ampezzo 1956       | Stadio Olímpico del Ghiaccio                           | 12.042    |
| Squaw Valley 1960            | Blyth Arena                                            | 8.500     |
| Innsbruck 1964               | Olympiahalle Innsbruck                                 | 10.836    |
| Grenoble 1968                | Le Stade de Glace                                      | 12.000    |
| Sapporo 1972                 | Makomanai Ice Arena                                    | 2.700     |
| Innsbruck 1976               | Olympiahalle Innsbruck                                 | 10.836    |
| Lake Placid 1980             | Olympic Center                                         | 8.500     |
| Sarajevo 1984                | Skenderija II Hall                                     | 15.000    |
| Sarajevo 1984                | Zetra Ice Hall                                         | 15.000    |
| Calgary 1988                 | Olympic Saddledome                                     | 16.600    |
| Albertville 1982             | La halle de glace Olympique                            | 9.000     |
| Lillehammer 1994             | Hamar Olympic Amphitheatre                             | 6.000     |
| Nagano 1998                  | White Ring                                             | 7.351     |
| Salt Lake City 2002          | Delta Center (Salt Lake Ice Center durante los juegos) | 17.500    |
| Turín 2006                   | Torino Palavela                                        | 8.000     |
| Vancouver 2010               | Pacific Coliseum                                       | 14.239    |
| Sochi 2014                   | Iceberg Skating Palace                                 | 12.000    |
| Pyeongchang 2018             | Gangneung Ice Arena                                    | 12.000    |
| Pekín 2022                   | Capital Indoor Stadium                                 | 15.000    |
| Milán-Cortina d'Ampezzo 2026 | Mediolanum Forum                                       | 12.700    |

## Medallero histórico
- Actualizado hasta Pekín 2022.

| Rank | Nacionalidad               | Oro | Plata | Bronce | Total |
| ---- | -------------------------- | --- | ----- | ------ | ----- |
| 1    | Estados Unidos             | 16  | 17    | 21     | 54    |
| 2    | Rusia                      | 15  | 9     | 3      | 27    |
| 3    | Unión Soviética            | 10  | 9     | 5      | 24    |
| 4    | Austria                    | 7   | 9     | 4      | 20    |
| 5    | Canadá                     | 6   | 11    | 12     | 29    |
| 6    | Reino Unido                | 5   | 3     | 7      | 15    |
| 7    | Suecia                     | 5   | 3     | 2      | 10    |
| 8    | Francia                    | 4   | 3     | 7      | 14    |
| 9    | Alemania                   | 4   | 2     | 3      | 9     |
| 10   | Japón                      | 3   | 4     | 4      | 11    |
| 11   | Alemania Oriental          | 3   | 3     | 4      | 10    |
| 12   | Noruega                    | 3   | 2     | 1      | 6     |
| 13   | Equipo Unificado           | 3   | 1     | 1      | 5     |
| 14   | República Popular China    | 2   | 3     | 4      | 9     |
| 15   | ROC                        | 2   | 3     | 1      | 6     |
| 16   | Países Bajos               | 1   | 2     | 0      | 3     |
| 17   | Atletas Olímpicos de Rusia | 1   | 2     | 0      | 3     |
| 18   | Equipo Alemán Unificado    | 1   | 2     | 0      | 3     |
| 19   | Checoslovaquia             | 1   | 1     | 3      | 5     |
| 20   | Finlandia                  | 1   | 1     | 0      | 2     |
| 21   | Corea del Sur              | 1   | 1     | 0      | 2     |
| 22   | Bélgica                    | 1   | 0     | 1      | 2     |
| 23   | Ucrania                    | 1   | 0     | 1      | 2     |
| 24   | Hungría                    | 0   | 2     | 4      | 6     |
| 25   | Suiza                      | 0   | 2     | 1      | 3     |
| 26   | Italia                     | 0   | 0     | 2      | 2     |
| 27   | Alemania Occidental        | 0   | 0     | 2      | 2     |
| 28   | Kazajistán                 | 0   | 0     | 1      | 1     |
| 29   | España                     | 0   | 0     | 1      | 1     |
|      | Total                      | 96  | 95    | 95     | 286   |